# دانيال ريان
دانيال ريان (بالإنجليزية: Daniel Ryan)‏ هو سياسي أسترالي، ولد في 9 سبتمبر 1870، وتوفي في 31 مارس 1953. حزبياً، نشط في Liberal Party (Australia, 1909) ‏. وقد انتخب عضو مجلس نواب تسمانيا.